# St. Maria und Silvester (Aggenhausen)

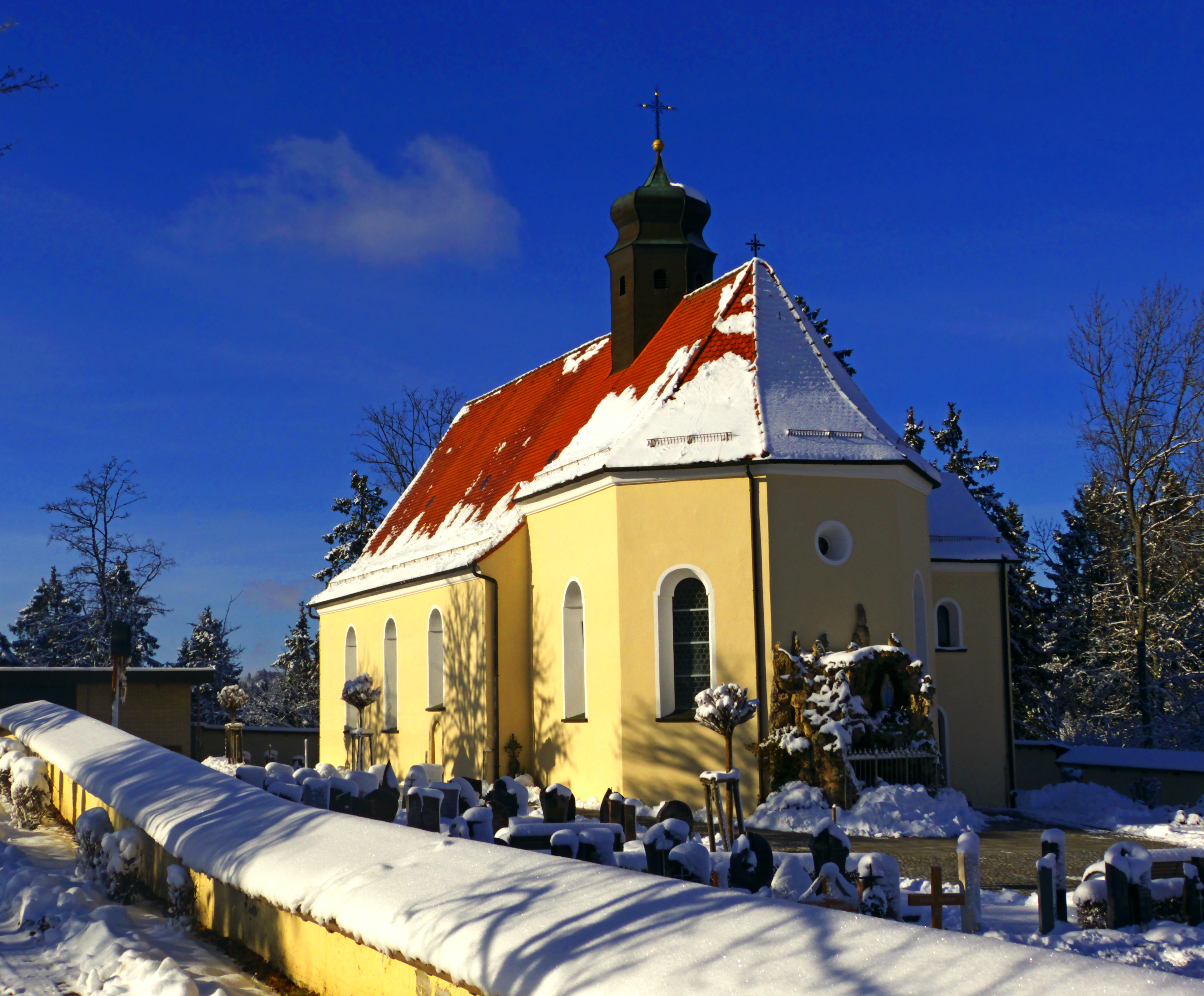
St. Maria und Silvester

St. Maria und Silvester war die Kirche des im 17. Jahrhundert abgegangenen Dorfes Aggenhausen auf der heutigen Gemarkung der Gemeinde Mahlstetten im Landkreis Tuttlingen in Baden-Württemberg. Die römisch-katholische Friedhofskapelle und Wallfahrtskirche gehört zum Dekanat Tuttlingen-Spaichingen in der Diözese Rottenburg-Stuttgart. Sie ist beim Landesamt für Denkmalpflege Baden-Württemberg als Baudenkmal eingetragen.

## Beschreibung
Die 1750 neu gebaute Saalkirche besteht aus einem Langhaus und einem eingezogenen, dreiseitig geschlossenen Chor im Osten, an dessen Nordwand die Sakristei angebaut ist. Aus dem Dach des Chors erhebt sich ein sechseckiger Dachreiter, der mit einer Zwiebelhaube bedeckt ist. Die Deckenmalereien zeigen u. a. die Mutter vom guten Rat.